# Couvre-lit

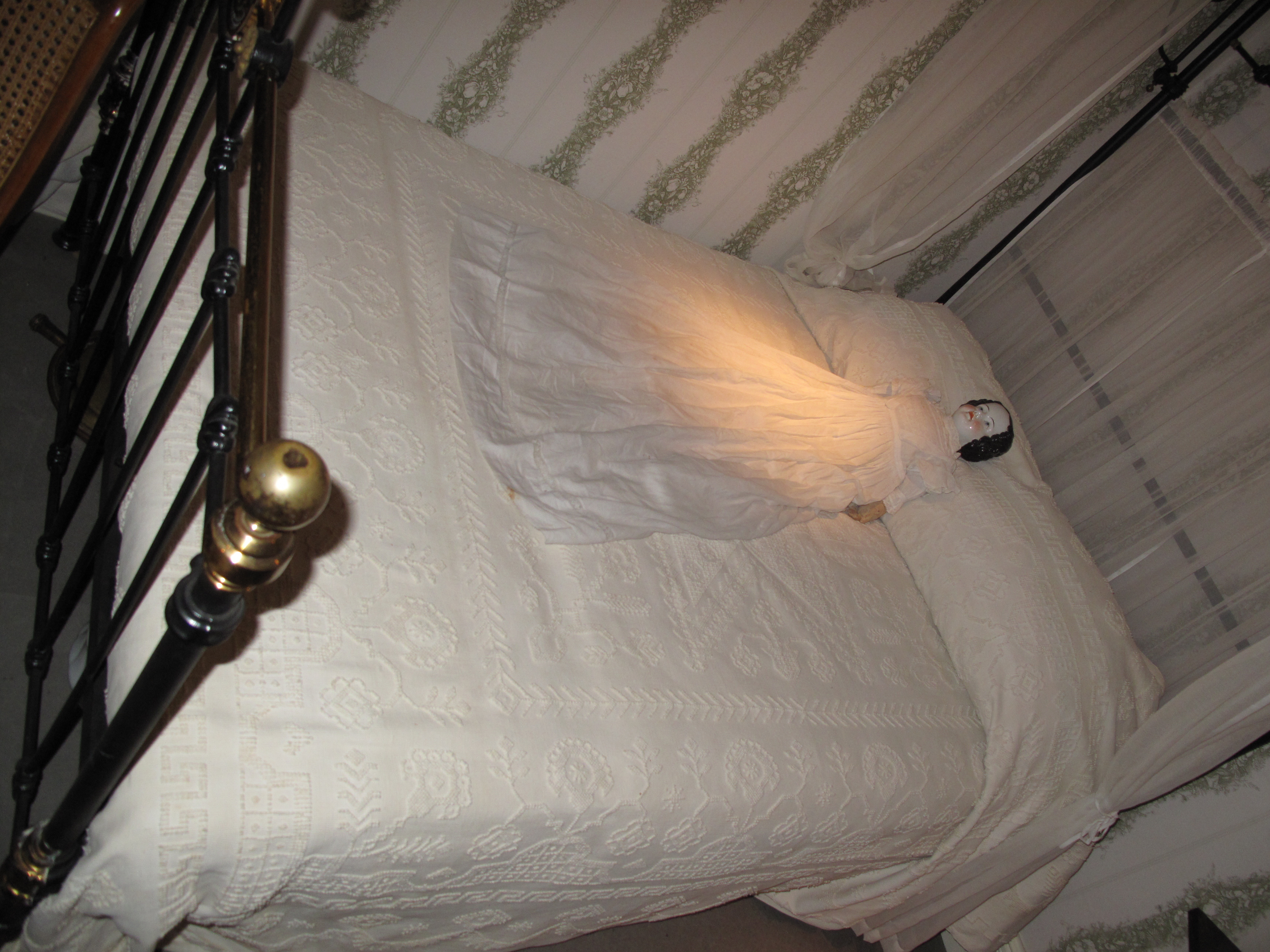
Couvre-lit

Un couvre-lit est une couverture utilisée pour couvrir le lit une fois fait.